# بوهوتیتسه
بوهوتیتسه (به چکی: Bohutice) یک منطقهٔ مسکونی در جمهوری چک است که در ناحیه زنویمو واقع شده‌است. بوهوتیتسه ۷٫۱۶ کیلومتر مربع مساحت و ۶۱۵ نفر جمعیت دارد و ۲۵۸ متر بالاتر از سطح دریا واقع شده‌است.